# Ölteppich von Dalian
Die Ölkatastrophe von Dalian war die Folge der Explosion einer Pipeline für Rohöl und eines folgenden Brandes am 16. Juli 2010 im Hafen von Dalian, China.

## Auswirkung
Es bildete sich ein 430 km² großer Ölteppich. Betreiber der Anlage ist die China National Petroleum Corporation. Während die Menge des ausgeflossenen Öls zunächst mit etwa 1500 Tonnen angegeben wurde, liefen nach Einschätzung eines von Greenpeace beauftragten Experten mindestens 60.000 Tonnen Öl aus.